# Paussus dedyckeri
Paussus dedyckeri is een keversoort uit de familie van de loopkevers (Carabidae). De wetenschappelijke naam van de soort is voor het eerst geldig gepubliceerd in 1976 door Luna de Carvalho.